# Rudolf Patijn
Rudolf Johan Hendrik Patijn (Maarssen, 9 december 1863 – Den Haag, 25 mei 1956) was een Nederlands advocaat en politicus voor de Liberale Unie.

## Levensloop
Rudolf Patijn, lid van de familie Patijn, werd geboren als een zoon van Jacob Gerard Patijn en Adriana Jacoba Clazina Veeren. Hij studeerde rechtsgeleerdheid aan de Universiteit Leiden. Hij begon zijn carrière als advocaat en procureur te Den Haag. Daarna was hij commiesgriffier van de Tweede Kamer der Staten-Generaal. Van 1 juli 1898 tot 19 september 1905 was hij werkzaam als administrateur van de administratie der generale thesaurie van het ministerie van Financiën. Van 20 september 1905 tot 17 september 1918 functioneerde Patijn als lid van de Tweede Kamer der Staten-Generaal en van 1907 tot 1 juli 1919 was hij lid van de Provinciale Staten van Zuid-Holland. Daarna was hij secretaris-generaal van het ministerie van Buitenlandse Zaken. Van 31 augustus 1928 tot 25 mei 1956 was Patijn buitengewoon lid van de Raad van State.

## Persoonlijk
Patijn was een broer van Jacob Adriaan Nicolaas Patijn en een zwager van Bonifacius Cornelis de Jonge.
Op 22 augustus 1893 te Voorburg trouwde Patijn met jonkvrouw Elisabeth Henriëtta Maria de Jonge en samen hadden ze vijf kinderen. Hun zoon Conny Patijn was onder meer lid van de Tweede Kamer voor de PvdA. Conny Patijn was de vader van onder anderen Schelto en Michiel Patijn. Hun jongste zoon Rudolf Patijn jr. (1909-1993) was geoloog en heette voluit ook Rudolf Johan Hendrik.

## Partijpolitieke functie
- Lid van het hoofdbestuur van de Liberale Unie

## Ridderorden
- Ridder in de Orde van de Nederlandse Leeuw
- Commandeur in de Orde van Oranje-Nassau

- Biografisch Portaal: 22129017
- Gemeinsame Normdatei: 133696405
- International Standard Name Identifier: 0000 0000 3015 7130
- Nederlandse Thesaurus van Auteursnamen: 070248966
- Parlement.com: vg09ll496qzm
- Virtual International Authority File: 6130032